# Снежница (посёлок)
Снежница — посёлок в Емельяновском районе Красноярского края в составе Мининского сельсовета.

## География
Находится в юго-западной части района примерно в 17 километрах по прямой на юго-запад от районного центра посёлка Емельяново у одноимённой станции Красноярской железной дороги.

## Климат
Климат резко континентальный. Среднемесячная температура воздуха июля составляет +19 °C, а самого холодного месяца — января −16 °C. Средняя продолжительность безморозного периода — 120 дней, с температурой +10 °C — 114 дней, средняя дата последнего заморозка — весной 22 июня, первого, осенью — 20 сентября. Продолжительность безморозного периода 95-116 дней. Годовая сумма осадков составляет до 430—680 см, причём большая часть их выпадает в тёплый период года.

## Население
| 2010 |
| ---- |
| 146  |

Постоянное население составляло 160 человек в 2002 году (87 % русские), 146 — в 2010.

## Транспорт
Железнодорожная станция Снежница.